# 科洛尼奥拉-阿伊科利
科洛尼奥拉-阿伊科利（義大利語：Colognola ai Colli），是意大利威尼托大区维罗纳省的一个市镇。总面积20.85平方公里，人口8312人，人口密度398.7人/平方公里（2009年）。国家统计（ISTAT）代码为023028。